# Clara Kimball Young
Clara Kimball Young (Chicago, 6 de setembre de 1890 - Woodland Hills (Los Angeles), 15 d'octubre de 1960) va ser una actriu de cinema nord-americana molt popular en l'època del cinema mut que va arribar a tenir la seva pròpia companyia productora.

## Primers anys
Nascuda a Chicago, els seus pares, Edward Marshall Kimball i Pauline Maddern GARRETTE A IMDB) (d'origen francès), eren actors de teatrals i ell, més tard, també de cinema. Clara va debutar en el teatre als tres anys i com que la seva mare no la volia deixar a casa, durant la seva infància va viatjar amb la companyia ambulant dels seus pares. Va estudiar a Benton Harbor (Michigan) i després en la St. Francis Xavier's Academy de Chicago fins als 16 anys. Aleshores els seus pares es van traslladar a Goldfield (Nevada) i ella va deixar els estudis per acompanyar-los. Va ser contractada per una companyia de teatre amb la que va començar la seva carrera viatjant per diferents estats dels Estats Units tot actuant en ciutats com Reno, Seatle o Philadelphia actuant en peces teatrals i vodevils. Entre altres, va actuar a la companyia de T. Daniel Frawley, a la Ellsworth Stock Company i a la Orpheum Players. En algun moment entre 1909 i 1912 va conèixer l'actor James Young a Salt Lake Citty i es van casar. Poc després, els estudis de la Vitagraph va contractar el matrimoni després d'enviar-los ella una fotografia, ell com a director i actor i ella com a actriu. Algunes fonts indiquen que va entrar al món del cinema el 1911 tot i que altres l'inclouen en pel·lícules anteriors.

## Carrera en el cinema
En el nou mitjà aviat es va fer molt popular. Young tenia rols sobretot d'heroïna noble, madura i virtuosa. El 1913 era considerada una de les principals estrellas de la Vitagraph i en una enquesta de popularitat va ser considerada la dissetava actriu més popular. Va treballar a la companyia dos anys fent una vintena de pel·lícules, tan drames com comèdies fent parella amb Maurice Costello o amb Earle WIlliams. Malauradament, la majoria de les pel·lícules d'aquella època es consideren perdudes.
El 1914, la Vitagraph va estrenar el film My Official Wife, en el qual Young interpretava una revolucionaria russa. La pel·lícula, dirigida pel seu marit, va suposar un gran èxit i la popularitat aconseguida va fer que signés un contracte amb el magnat Lewis J. Selznick per a la World Film Corporation que va intentar canviar la seva imatge per la d'una sex symbol. Amb World va actuar en diferents pel·lícules d'èxit que la van consolidar com una de les grans estrelles del moment juntament amb Mary Pickford, Dorothy i Lillian Gish, Edna Purviance o Mabel Normand. Com a conseqüència d'una relació amorosa amb Selznick, els Young es van divorciar el 1916.

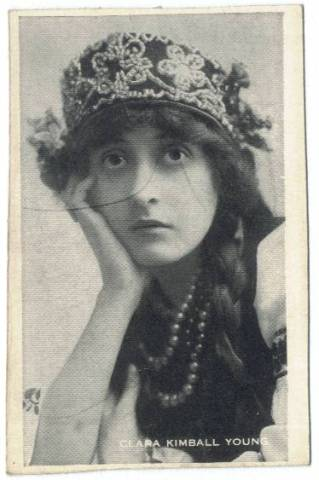
Fotografia de l'any 1915 o 16

El 1916 la World Film Corporation tenia problemes financers que van provocar la reorganització de l'empresa, Selznick va decidir de crear la seva pròpia companyia de producció enduent-se la Clara Kimball Young. La nova companyia, creada el 1917, es va anomenar Clara Kimball Young (C.K.Y.) Film Corporation. Young n'era vicepresidenta i tresorera i podia triar les històries i el personal per a les seves pel·lícules. Al final però, la relació personal entre Young i Selznick es va refredar i ella es va cansar de no poder prendre decisions relacionades amb la producció. El 1917 Kimball Young va iniciar una relació amb Harry Garson que la va convèncer d'intentar rescindir els contractes que la lligaven a Selznick tot acusant-lo de frau. Ella es va negar a participar en cap més pel·lícula de la companyia.
La companyia Equity Pictures Corporation es va crear per tal de distribuir les pel·lícules de Young però Garson tenia poca experiència en el món cinematográfic i de resultes d'això, la carrera de Kimball Young va començar a declinar. A principis dels anys 20 era encara una actriu popular, però la inexperiència, mala administració i apatía de Garson, juntament amb els atacs de la premsa, van provocar que aquesta popularitat declinés ràpidament. La darrera pel·lícula que va rodar va ser Lying Wives. Kimball Young va passar la resta de la dècada del 1920 actuant en vodevils i el 1928 es va casar amb Arthur Fauman.
Amb l'arribada del cinema sonor la seva carrera va semblar revitalitzar-se una mica i va interpretar alguns papers modestos en algunes pel·lícules amb la RKO Pictures i els Tiffany Studios. També va treballar a la ràdio. Entre aquests papers destaca el de la pel·lícula "The Rogue's Tavern" (1936).

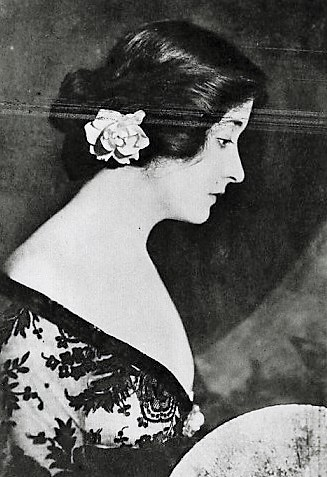
L'actriu el 1917

Es va retirar el 1941. Va morir el 15 d'octubre de 1960 a conseqüència d'un ictus en el Motion Picture & Television Country House and Hospital de Woodland Hills (Los Angeles).

## Filmografia
Les pel·lícules abans de 1912 són controbertides, ja que certes fonts consideren que no hi va participar.
- Washington Under the British Flag (1909)
- Washington Under the American Flag (1909)
- A Midsummer Night's Dream (1909)
- Richelieu; or: The Conspiracy (1910)
- Uncle Tom's Cabin (1910)
- The Sepoy's Wife (1910)
- Ransomed; or, A Prisoner of War (1910)
- The Last of the Saxons (1910)
- Lady Godiva (1911)
- Cardinal Wolsey (1912)
- The Haunted Rocker (1912)
- The Jocular Winds of Fate (1912)
- The Pipe (1912)
- The Old Kent Road (1912)
- Dr. LaFleur's Theory (1912)
- Professor Optimo (1912)
- The Picture Idol (1912)
- Mockery (1912)
- Half a Hero (1912)
- Lulu's Doctor (1912)
- When Roses Wither (1912)
- Lincoln's Gettysburys Address (1912)
- The Troublesome Step-Daughters (1912)
- The Money Kings (1912)
- A Lively Affair (1912)
- Rock of Ages (1912)
- Wanted, a Sister (1912)
- Popular Betty (1912)
- A Vitagraph Romance (1912)
- The Irony of Fate (1912)
- Mrs. Lirriper's Lodgers (1912)
- A Mistake in Spelling (1912)
- Poet and Peasant (1912)
- Lord Browning and Cinderella (1912)
- In the Flat Above (1912)
- The Eavesdropper (1912)
- Love Hath Wrought a Miracle (1913)
- The Little Minister (1913)
- The Interrupted Honeymoon (1913)
- What a Change of Clothes Did (1913)
- The Volunteer Strike Breakers (1913)
- When Mary Grew Up (1913)
- Beau Brummel (1913)
- The Old Guard (1913)
- Put Yourself in Their Place (1913)
- The Way Out (1913)
- Getting Up a Practice (1913)
- The Mystery of the Stolen Child (1913)
- Mr. Mintern's Misadventures (1913)
- The Mystery of the Stolen Jewels (1913)
- The Wrath of Osaka (1913)
- The White Slave; or, The Octoroon (1913)
- Delayed Proposals (1913)
- Jack's Chrysanthemum (1913)
- The Spirit of the Orient (1913)
- The Taming of Betty (1913)
- A Faithful Servant (1913)
- A Maid of Mandalay (1913)
- The Lonely Princess (1913)
- When Women Go on the Warpath; or, Why Jonesville Went Dry (1913)
- Cupid Versus Women's Rights (1913)
- The Hindoo Charm (1913)
- John Tobin's Sweetheart (1913)
- Extremities (1913)
- The Test (1913)
- The Pirates (1913)
- On Their Wedding Eve (1913)
- Jerry's Mother-In-Law (1913)
- Fellow Voyagers (1913)
- Betty in the Lions' Den (1913)
- A Lesson in Jealousy (1913)
- Beauty Unadorned (1913)
- Love's Sunset (1913)
- Up in a Balloon (1913)
- The Perplexed Bridegroom (1914)
- Goodness Gracious (1914)
- Some Steamer Scooping (1914)
- Her Husband (1914)
- The Silver Snuff Box (1914)
- The Awakening of Barbara Dare (1914)
- The Violin of M'sieur (1914)
- Happy-Go-Lucky (1914)
- My Official Wife (1914)
- David Garrick (1914)
- Taken by Storm (1914)
- The Fates and Flora Fourflush (1914)
- Lola (1914)
- The Deep Purple (1915)
- Hearts in Exile (1915)
- Marrying Money (1915)
- Trilby (1915)
- The Heart of the Blue Ridge (1915)
- Camille (1915)
- The Yellow Passport (1916)
- The Feast of Life (1916)
- The Dark Silence (1916)
- The Foolish Virgin (1916)
- The Common Law (1916)
- The Rise of Susan (1916)
- A Race for Life (1916)
- The Price She Paid (1917)
- The Easiest Way (1917)
- Magda (1917)
- Shirley Kaye (1917)
- The Marionettes (1918)
- The House of Glass (1918)
- The Reason Why (1918)
- The Claw (1918)
- The Savage Woman (1918)
- The Road Through the Dark (1918)
- Cheating Cheaters (1919)
- The Better Wife (1919)
- Eyes of Youth (1919)
- Soldiers of Fortune (1919)
- The Forbidden Woman (1920)
- Mid-Channel (1920)
- For the Soul of Rafael (1920)
- Hush (1921)
- Straight from Paris (1921)
- Charge It (1921)
- What No Man Knows (1921)
- The Worldly Madonna (1922)
- The Hands of Nara (1922)
- Enter Madame (1922)
- The Woman of Bronze (1923)
- Cordelia the Magnificent (1923)
- A Wife's Romance (1923)
- Lying Wives (1925)
- Kept Husbands (1931)
- Mother and Son (1931)
- Women Go on Forever (1931)
- Love Bound (1932)
- Probation (1932)
- File 113 (1933)
- I Can't Escape (1934)
- Romance in the Rain (1934)
- The Return of Chandu (1934)
- The Drunkard (1935)
- Hollywood Extra Girl (1935)
- She Married Her Boss (1935)
- His Night Out (1935)
- Fighting Youth (1935)
- The Fighting Coward (1935)
- Ants in the Pantry (1936)
- Dangerous Waters (1936)
- Love in September (1936)
- Three on the Trail (1936)
- The Rogues Tavern (1936)
- Oh, Susanna! (1936)
- The Black Coin (1936)
- They Wanted to Marry (1937)
- New News (1937)
- Hills of Old Wyoming (1937)
- Dangerously Yours (1937)
- The Mysterious Pilot (1937)
- The Secret of Treasure Island (1938)
- The Wages of Sin (1938)
- The Frontiersmen (1938)
- The Round Up (1941)
- Mr. Celebrity (1941)